# Sulpizianer

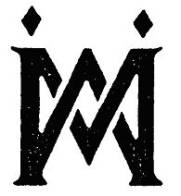
Logo der Sulpizianer gegen Ende des 19. Jahrhunderts

Die Kongregation der Sulpizianer, lat.: Societas Presbyterorum a S. Sulpitio, Ordenskürzel: PSS, ist eine römisch-katholische Gesellschaft apostolischen Lebens mit Sitz in Paris.

## Geschichte
Die Gesellschaft wurde 1642 von Jean-Jacques Olier, einem katholischen Pfarrer von Saint-Sulpice de Paris, zum Zweck der Erziehung von Geistlichen in Seminaren als Weltpriesterkongregation gegründet. Sie ist benannt nach dem Patron der Kirche, Sulpicius II. von Bourges. 1642 wurde das Priesterseminar St. Sulpice in Paris gegründet. 1657 wurden Sulpizianer nach Ville-Marie (das spätere Montreal), Kanada, entsendet. Am 10. August 1664 wurde das Werk von Papst Alexander VII. bestätigt. 
Bis 1789 entstanden in Frankreich 34 weitere Seminare. Acht Sulpizianer wurden während der Französischen Revolution hingerichtet. 1811 löste Napoléon Bonaparte die Sulpizianer auf, 1814 erfolgte die Neugründung. Die Kongregation unterhält Seminare in Kanada (seit 1657), in den USA (seit 1792) sowie anderen Ländern mit katholischer Bevölkerung. 
Theologisch haben die Sulpizianer unter dem Einfluss der französischen Spiritualität des 17. Jahrhunderts (École française de spiritualité) die Verehrung der Eucharistie, die Hochachtung des Priestertums und die Marienverehrung gepflegt. Bis Anfang des 20. Jahrhunderts galt das Seminar Saint-Sulpice in Paris als hervorragendstes Priesterseminar in Frankreich.
Die Sulpizianer leben nach Konstitutionen (Regeln), die von den Päpsten Benedikt XV. und Pius XI. 1921 bzw. 1931 genehmigt wurden. An der Spitze der Kongregation steht ein für eine Amtszeit von sechs Jahren gewählter Generalsuperior, dem vier Konsultoren beigegeben sind. 1964 zählte die Kongregation 660 Priester, 2004 330 Priester.

## Generalsuperiore
Generalsuperiore waren bzw. sind:
1. Jean-Jacques Olier (1642–1657)
2. Alexandre Le Ragois de Bretonvilliers (1657–1676)
3. Louis Tronson (1676–1700)
4. François Leschassier (1700–1725)
5. Charles Maurice Le Peletier (1725–1731)
6. Jean Cousturier (1731–1770)
7. Claude Bourachot (1770–1777)
8. Pierre Le Gallic (1777–1782)
9. Jacques-André Émery (1782–1811)
10. Antoine du Pouget Duclaux (1814–1826)
11. Antoine Garnier (1826–1845)
12. Louis de Courson (1845–1850)
13. Joseph Carriere (1850–1864)
14. Michel Caval (1864–1875)
15. Henri-Joseph Icard (1875–1893)
16. Arthur Captier (1894–1901)
17. Jules-Joseph Lebas (1901–1904)
18. Pierre-Henri Garriguet (1904–1929)
19. Jean Verdier (1929–1940)
20. Pierre Boisard (1945–1952)
21. Pierre Girard (1952–1966)
22. Jean-Baptiste Brunon (1966–1972)
23. Constant Bouchaud (1972–1984)
24. Raymond Deville (1984–1996)
25. Lawrence B. Terrien (1996–2008)
26. Ronald D. Witherup (seit 2008)

## Bekannte Mitglieder
- Joseph Doré (* 1936), Alterzbischof von Straßburg
- Édouard Kardinal Gagnon (1918–2007), Kurienkardinal
- Louis-Claude Fillion (1843–1927), Theologe, Historiker und Autor
- Benedict Joseph Flaget (1763–1850), Bischof von Bardstown bzw. Louisville
- Peter Saburō Hirata (1913–2007), Bischof von Fukuoka
- Marc Ouellet (* 1944), Alterzbischof von Québec, Kurienkardinal
- Adolphe Tanquerey (1854–1932), Theologe
- Alphonse Nguyên Huu Long (* 1953), Bischof von Vinh
- Jean-Julien Weber (1888–1981), Bischof von Straßburg